# Trictenotomidae
Trictenotomidae là một họ bọ cánh cứng, thuộc phân bộ Polyphaga.

## Các chi
- Chi Autocrates J. Thomson, 1860
  - Autocrates aeneus Parry, 1847
  - Autocrates maqueti Drumont, 2006
  - Autocrates obertheuri Vuillet, 1910
  - Autocrates ivanovi Drumont, 2016
  - Autocrates vitalisi Vuillet, 1912
- Chi Trictenotoma Gray, 1832
  - Trictenotoma childreni Gray, 1832
  - Trictenotoma cindarella Kreische, 1921
  - Trictenotoma davidi Deyrolle, 1875
  - Trictenotoma formosana Kreische, 1920
  - Trictenotoma grayi Smith, 1851
  - Trictenotoma lansbergi Dohrn, 1882
  - Trictenotoma mniszechi Deyrolle, 1875
  - Trictenotoma mouhoti Deyrolle, 1875
  - Trictenotoma templetoni Westwood, 1848
  - Trictenotoma westwoodi Deyrolle, 1875

## Hình ảnh

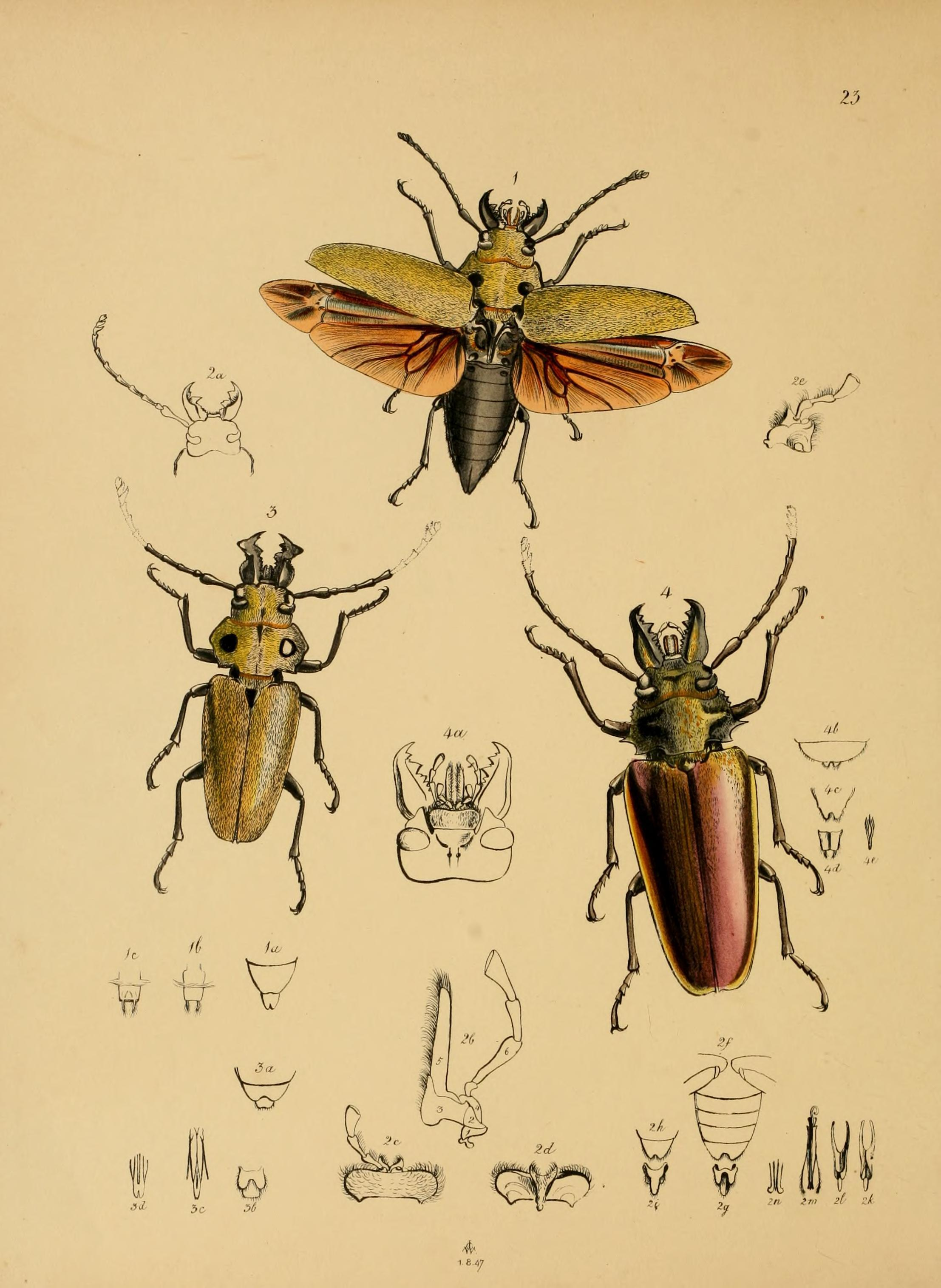
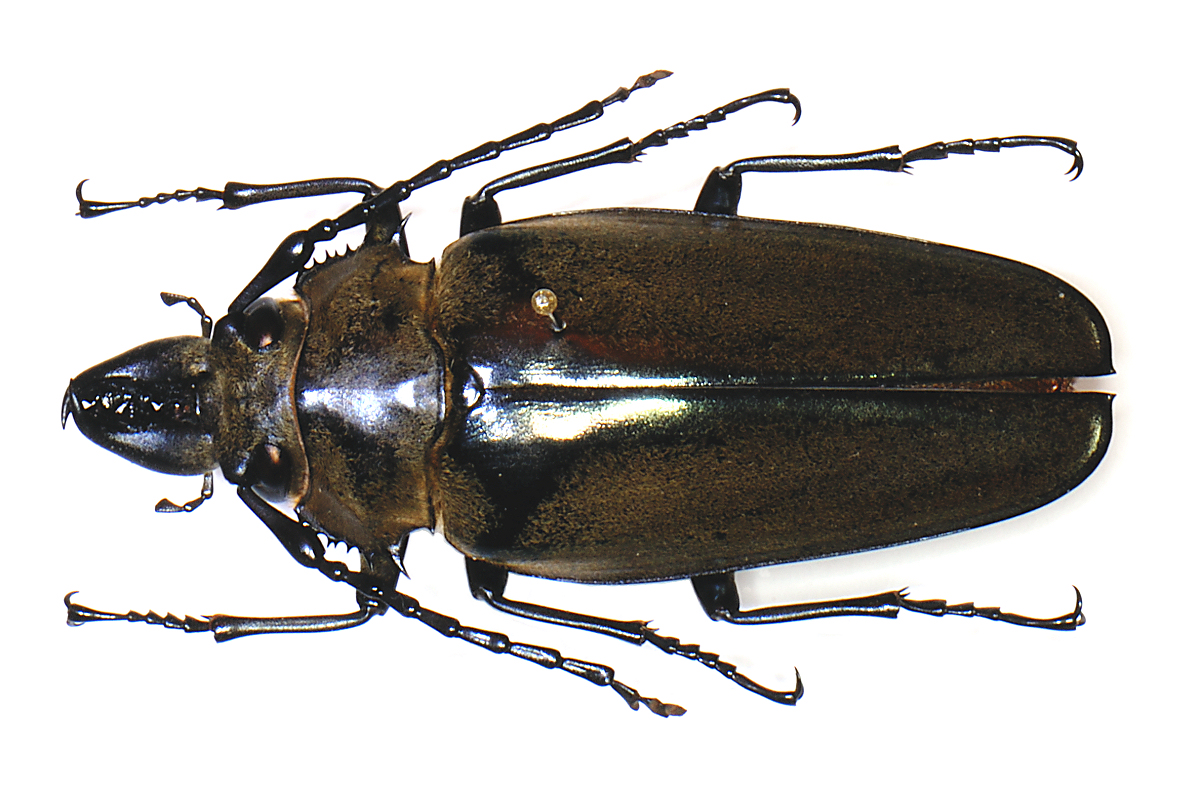